# Sötét folyosók (film)
A Sötét folyosók (eredeti cím: Down a Dark Hall) 2018-ban bemutatott amerikai-spanyol természetfeletti horrorfilm, melyet Rodrigo Cortés rendezett. A forgatókönyvet Chris Sparling és Michael Goldbach írta, Lois Duncan 1974-es azonos című regénye alapján. A főszerepben AnnaSophia Robb, Uma Thurman, Isabelle Fuhrman és Victoria Moroles látható.
Az Amerikai Egyesült Államokban 2018. október 11-én mutatta be a Summit Entertainment, Magyarországon két hónappal később, augusztus 17-én jelent meg szinkronizálva az ADS Service forgalmazásában.

## Cselekmény
Kit Gordy, a nehéz természetű fiatal lányt a titokzatos Blackwood bentlakásos iskolába küldik, amikor szabálysértő viselkedése miatt az iskola már nem tud vele mit kezdeni. Amikor megérkezik Blackwoodba, Kit megismerkedik a hóbortos igazgatónővel, Madame Durettel és az iskola másik diákjaival, négy hasonló viselkedési problémákkal küzdő kamaszlánnyal (Veronica, Ashley, Sierra és Izzy). A műszaki eszközöket ritkán használják, és a lányok csak az igazgatónő zsarnoki jelenlétében telefonálhatnak a családjuknak. A lányok különböző kreatív és intellektuális órákra járnak, ami elkezdi előcsalogatni a lányokban rejlő ismeretlen tehetségeket.
Sierra az első, aki a munkájával kapcsolatos aggasztó megszállottságot mutat: nem alszik, nem hajlandó enni, és furcsa transzba esik, miközben elképesztő műalkotásokat hoz létre. Ashley gyönyörű verseket és történeteket ír, amelyek mélységesen felkavarják őt. Kit és Izzy lassan ugyanezeket a rossz mellékhatásokat kezdik tapasztalni, azt mondják, mintha valaki más használná a testüket. Csak a harcias Veronica nem mutat fejlődést, Madame Duret bosszúságára. A művészetórán Kit észreveszi, hogy Sierra összes festménye "TC" felirattal van ellátva, és az iskola könyvtárában keresgél válaszokat. Rájön, hogy Sierra az elhunyt művész, Thomas Cole festményeit alkotja újra, a többiek pedig más halott zsenik munkáit készítik.
Kit meggyőzi Veronicát, hogy kutassák át az iskola lezárt területeit, ahol rábukkannak a régi diákok aktáira és további információkra a lányokat megszállt személyekről. Amikor Madame Duret felfedezi Veronicát egyedül, leláncolja az iskola egy használaton kívüli helyiségében, és elmagyarázza neki, hogy a diákok nem csupán a halottak hordozói, hanem donorok is, akik tudtukon kívül feláldozzák magukat, hogy híres elmék karrierjének folytatására használják fel őket, akikkel ő képes kommunikálni, amelyeket a lányok testébe irányít. Kit felhívja a rendőrséget, és szembesíti az igazgatónőt mindennel. Ekkorra Sierra már meghal a túlhajszoltságtól, és Ashley a halálba ugrik, hogy megakadályozza a megszállottság teljes átvételét.
Miközben Veronica kiszabadításáért küzd, Kit felborít néhány gyertyát, és a tűz gyorsan elterjed az egész öregedő épületben. Izzy megadja magát a lángok szépségének, így csak Kit és Veronica menekülhet meg. Madame Duret-t végül megszállják egykori tanítványai, és felemészti a tűz. Kit elájul, és találkozik elhunyt apjával, aki meggyőzi, hogy maradjon és éljen. Egy mentőautó hátsó ülésén ébred fel, mellette az édesanyjával.

## Szereplők
| Szereplő                | Színész          | Magyar hang        |
| ----------------------- | ---------------- | ------------------ |
| Katherine "Kit" Gordy   | AnnaSophia Robb  | Csuha Borbála      |
| Madame Simone Duret     | Uma Thurman      | Für Anikó          |
| Izzy                    | Isabelle Fuhrman | Pekár Adrienn      |
| Veronica Diez           | Victoria Moroles | Laudon Andrea      |
| Ashley                  | Taylor Russell   | Gulás Fanni        |
| Sierra                  | Rosie Day        | Berkes Boglárka    |
| Jules Duret             | Noah Silver      | Markovics Tamás    |
| Farley professzor       | Pip Torrens      | Rosta Sándor       |
| Doktor Heather Sinclair | Jodhi May        | Kisfalvi Krisztina |
| Robert Gordy, Kit apja  | David Elliot     | Seszták Szabolcs   |
| Doktor MacMillan        | Brian Bovell     | Törköly Levente    |

## A film készítése
A film forgatása 2016. októberében kezdődött Barcelonában. A forgatás négy héten keresztül zajlott, újabb két hétig a Kanári-szigeteken, és 2016. decemberében fejeződött be.
A függőben lévő megjelenés elősegítése érdekében a Summit Entertainment 2018. május 22-én kiadott egy előzeteset a filmhez. 2016. október elején bejelentették, hogy AnnaSophia Robb fogja játszani a főszerepet, Taylor Russell három nappal később csatlakozott a stábhoz. Október 24-én Victoria Moroles is csatlakozott a színészekhez, mint Veronica. Stephenie Meyer 2013-ban megválasztotta Lois Duncan regényét. 2014 júliusában a Lionsgate megvásárolta a filmet. Rodrigo Cortés ugyanezen a napon lett bejelentve mint rendező, és Chris Sparling forgatókönyvíró, Michael Goldbach korábbi tervezetét dolgozták ki együtt.